# Ommatius saccas
Ommatius saccas là một loài ruồi trong họ Asilidae. Ommatius saccas được Walker miêu tả năm 1849. Loài này phân bố ở vùng Tân nhiệt đới.